# Line Dubbed
Der Ausdruck Line Dubbed (Kurzform: LD) wird häufig im Zusammenhang mit urheberrechtswidrig hergestellten Kopien von Kinofilmen benutzt. Dubbed oder Dubbing (von engl. to dub, deutsch: synchronisieren) bedeutet dabei das Ersetzen des Originaltons in Videomaterial. Line steht für einen Audioeingang (Line in) bzw. -ausgang (Line out) bei Computern und anderen Multimediageräten. 
Ein Line Dubbed ist im Gegensatz zu einem Mic Dubbed (Mikrofonaufnahme, Kurzform: MD) höherwertig, da Störgeräusche im Kino entfallen.
In vielen Fällen erübrigt es sich für deutsche Release Groups, einen bestimmten Film in Deutschland in einem Kino abzufilmen (siehe Telesync), da es sich bei einem Großteil der aktuellen Kinofilme um US-Produktionen handelt und somit meistens die Film-Premieren in den USA in der Regel vor denen in Deutschland stattgefunden haben. Da das Videomaterial eines aktuellen Kinofilms daher oft schon vor der offiziellen DVD-Veröffentlichung zumindest als englischsprachige R5- oder Telesync-Version im Internet auf bestimmten Warez-Seiten zu finden ist, gilt es nun für Release Groups, das vorliegende Videomaterial mit der deutschen Tonspur zu versehen.
Eine Release Group kann als Quelle beispielsweise Verbindungen zu einem Mitarbeiter des betreffenden Ton- und Synchronstudios nutzen, welcher ihnen die deutschsprachige Tonspur zukommen lässt. Die deutschsprachige Tonspur kann aber auch einem Autokino entstammen, wobei die Audiospur, welche über eine UKW-Frequenz per Autoradio empfangen wird, mit einem externen Gerät aufgenommen wird. Die Tonspur kann bei Line dubbed  aber auch beispielsweise vom Line Ausgang eines Kino-Projektors oder Dolby-Dekoders „abgegriffen“ werden. Zum Einsatz kommen oft normale MP3-Player mit Aufnahmefunktion, Laptops oder professionelle Line Recorder. 
Wenn eine Release Group in den Besitz des fremdsprachigen Videomaterials sowie der deutschen Tonspur gelangt, werden sie anschließend je nach Möglichkeit möglichst synchron zusammengefügt. Das Release wird schließlich in der Regel bei der Beschreibung mit dem Zusatz German.Line.Dubbed. bzw. German.LD. versehen und anschließend in der Warez-Szene veröffentlicht. Allerdings ist der Ton der Filmverleiher häufig markiert (marked), anhand dieser Markierung können die Filmverleiher erkennen, aus welchem Kino der Sound stammt. Viele Release Groups sind aber in der Lage, diese Markierungen herauszufiltern.